# Бяла река (приток на Луда река)
Вижте пояснителната страница за други значения на Бяла река.
Бяла река (до 1942: Акче хисар) е река в Южна България, област Кърджали, община Крумовград и област Хасково, община Ивайловград, ляв приток на Луда река от басейна на Марица. Дължината ѝ е 69,6 km, която ѝ отрежда 52-ро място сред реките на България. Тя е най-големият приток на Луда река. Отводнява големи части от ридовете Мъгленик, Ирантепе и Сърта в Източните Родопи.
Бяла река извира под името Коджадере на 660 м н.в. от планинския рид Мъгленик в Източните Родопи, на 2,2 km южно от село Черничево, община Крумовград. Първите около 15 km тече в северна посока в дълбока и гъсто залесена долина между рида Ирантепе на запад и Черна планина (северно разклонения на рида Мъгленик) на изток. На 3,6 km североизточно от село Тинтява, община Крумовград прави остър завой на югоизток и долината ѝ става асиметрична – със стръмни десни склонове и полегати леви. В района на село Гугутка има малко долинно разширение, след което долината ѝ отново се стеснява и започват красивите меандри на Бяла река със стръмни скалисти брегове. Те са част от едноименната защитена територия с площ от 1532 ха. След село Долно Луково реката завива на североизток, като меандрите ѝ стават по редки и с по-голям радиус. Северно от село Мандрица долината на реката значително се разширява, при село Одринци завива на изток и на 2,7 km източно от селото се влива отляво в Луда река на 52,5 m н.в.
Реката има широк водосборен басейн с по дълги леви и по-къси десни притоци, като площта му е 594 km2. Основни притоци: → ляв приток, ← десен приток
- → Корудере
- → Дермендере
- → Сулджандере
- ← Мусадере
- → Коджадере
- ← Сюргюлийско дере
- → Кокарджадере
- ← Зърненица (Хамбардере)
- → Ечемишка река (Арпадере, най-голям приток)
- ← Чифликдере
- ← Чукурска река
- ← Юруклерска река
- → Сухи дол
- ← Казълчалдере
- → Кондовска река
- → Костилковска река
- → Козлуджанско дере

Бяла река е с основно дъждовно подхранване, като максимумът е през февруари, а минимумът – септември. Среден годишен отток при село Долно Луково 7,53 m3/s.
По течението на реката са разположени 7 села:
- Област Кърджали

- Община Крумовград – Черничево;

- Област Хасково

- Община Ивайловград – Бялградец, Гугутка, Меден бук, Долно Луково, Мандрица, Одринци.

Реката е известна е с красотата и чистата си вода и е един от най-незасегнатите от промишлени замърсявания райони в България. През 90-те години на 20 век в нея е открит българският ендемит родопски щипок.
В близкото минало, когато в района през който протича реката е имало поминък и се е развивало земеделие, макар и екстензивно, водите ѝ са се използвали за напояване.
На протежение от 16 km между селата Одринци и Мандрица преминава участък от Републикански път III-598 от Държавната пътна мрежа Ивайловград – Мандрица, а след това нагоре по течението ѝ, до село Меден бук, на протежение от 11,5 km участък от Републикански път III-5908.

## Топографска карта
- Лист от карта K-35-88. Мащаб: 1 : 100 000.
- Лист от карта K-35-89. Мащаб: 1 : 100 000.
- Лист от карта K-35-100. Мащаб: 1 : 100 000.